# Richard England
Pour les articles homonymes, voir England.
Pour le général britannique, voir Richard England (militaire).
Richard England  est un coureur cycliste australien né le 9 juillet 1981.

## Palmarès sur route

### Par années
- 2005
  - 5e étape du Nature Valley Grand Prix
  - 2e de l'International Cycling Classic
- 2006
  - 3e étape de la Bay Cycling Classic
- 2007
  - 3e et 10e étapes du Tour de Tasmanie
- 2008
  - 5e étape du Tour de Géorgie

### Classements mondiaux
| Année            | 2006 | 2007 | 2008 | 2009 |
| ---------------- | ---- | ---- | ---- | ---- |
| UCI America Tour |      | 220e | 112e |      |
| UCI Europe Tour  |      |      |      | 927e |
| UCI Oceania Tour | 92e  |      | 36e  |      |

## Palmarès sur piste
- 2007
  -  Champion d'Australie de poursuite par équipes